# Страхування від перерви у виробництві
Страхування від перерви у виробництві — вид добровільного страхування, відповідно якого за договором страхування, страховик надає страховий захист від збитків, що виник в результаті перерви у виробництві та / або втрати прибутку в результаті загибелі або пошкодження застрахованого майна.

## Об'єкт страхування
Об'єктом страхування виступають майнові інтереси, пов'язані зі збитками від перерви у виробництві.

## Ризики
Майно може бути застраховане від наступних страхових ризиків:
- вогневі ризики;
- дія води;
- стихійні явища;
- протиправні дії третіх осіб;
- транспортні ризики;
- бій скла.

## Збиток
Збиток від перерви у виробництві складається з:
- поточних витрат Страхувальника по підтриманню його господарської діяльності в період перерви у виробництві;
- втрати прибутку від його господарської діяльності в результаті настання перерви у виробництві.

Поточними витратами Страхувальника по підтриманню господарської діяльності є витрати, які він неминуче продовжує нести в період перерви у виробництві для того, щоб після відновлення знищеного (пошкодженого) матеріальним збитком майна в максимально короткий термін відновити перервану господарську діяльність в обсязі, що існували безпосередньо перед настанням матеріального збитку, і які включають в себе:
1. Заробітну плату робітників і службовців Страхувальника;
2. Перераховуються відрахування в позабюджетні фонди (платежі в органи соціального страхування, у фонд обов'язкового медичного страхування тощо);
3. Податки і збори, що підлягають оплаті в місцевий чи Федеральний бюджет незалежно від обороту і результатів господарської діяльності (земельні податки, реєстраційні збори тощо);
4. Плату за оренду приміщень, обладнання та іншого майна, що орендується (одержуваного в оперативний або фінансовий лізинг)
5. Амортизаційні відрахування (за нормами, встановленими для підприємства Страхувальника);
6. Відсотки по кредитах або іншим залученими коштами, якщо ці кошти залучалися для інвестицій в тій галузі господарської діяльності

## Страхова сума
Страхова сума встановлюється в розмірі суми можливих поточних витрат Страхування по підтриманню господарської діяльності та прибутку, не отриманої через перерви у виробництві.

## Франшиза
Договором страхування передбачена тимчасова безумовна франшиза (у днях) за кожним страховим випадком, пов'язаним з перервою в господарській діяльності.

## Страхова премія (страховий внесок)
Розмір страхової премії встановлюється у розмірі відсотка тарифної ставки від страхової суми. Страхова премія сплачується безготівковим перерахуванням на розрахунковий рахунок Страховика протягом 5 банківських днів з дня підписання договору страхування.
При укладанні договору страхування страхова премія може сплачуватися одноразово за весь строк страхування або (при страхуванні на строк понад 6 місяців) у два строки, причому перший внесок повинен становити не менше 50% від загальної суми страхової премії, а другий внесок сплачується не пізніше дати, рівній половині терміну, що пройшов з початку страхування. У разі укладення договору страхування в місяцях до одного року страховий внесок розраховується у відсотку від річного розміру страхової премії.

## Розмір страхового відшкодування
Розмір страхового відшкодування включає в себе:
- розмір поточних витрат з підтримання господарської діяльності Страхувальника в період перерви у виробництві;
- середньомісячної прибутку, отриманого Страхувальником від своєї господарської діяльності за звітний період, що передує перерви у виробництві і рівний 1 кварталу.

У разі скорочення обсягу виробництва через перерви у виробництві на окремих виробничих дільницях, цехах, тощо, вищевказані збитки відшкодовуються пропорційно скороченню обсягу виробництва.

## Компенсація
У частині компенсації поточних витрат відшкодуванню підлягають:
- заробітна плата — в розмірі виплат з фонду заробітної плати, вироблених в звітному періоді, попередньому перерви у виробництві, за час простою (без урахування надбавок за терміновість, преміальних та інших додаткових виплат);
- плата за оренду виробничих і адміністративних площ, обладнання та іншого майна (включаючи лізингові платежі), використовуваного Страхувальником в його виробничої діяльності, якщо за умовами договорів оренди, лізингу і тому подібних договорів Страхувальник зобов'язаний виробляти ці платежі незалежно від факту їх пошкодження (знищення) в сумі платежів за час простою без урахування пені за прострочення перерахування платежів;
- податки і збори, що підлягають оплаті незалежно від обороту і результатів господарської діяльності (земельний податок, податок на будівлі, на капітал і основні фонди, реєстраційні збори тощо) — у розмірі підлягають до виплати податків і зборів за час простою без урахування пені (штрафів) за прострочення перерахування платежів;
- амортизаційні відрахування за нормами, встановленими для даного Страхувальника, у розмірі, що підлягає перерахуванню за час простою (тільки у відношенні фондів, яким було завдано матеріальних збитків);
- відсотки по кредитах, тимчасово позиковим і іншим залученими коштами, якщо ці кошти залучалися як цільовий кредит у виробничій діяльності, яка була перервана внаслідок перерви у виробництві — у розмірі відсотків за залучені кошти, що не перевищують облікову ставку Центрального Банку, за час простою без урахування пені (штрафів) за прострочення перерахування відсотків.

У частині компенсації неотриманого прибутку відшкодуванню підлягають:
- у виробничих підприємств втрачена в результаті припинення або скорочення випуску продукції прибуток, що обчислюється у розмірі вартості продукції, яка могла б бути випущена при звичайних умовах обороту за час простою, в цінах і обсязі випуску за звітний період, що передує перерви у виробництві;
- у підприємств сфери обслуговування втрачена в результаті припинення або скорочення обсягу наданих послуг прибуток, який визначається в розмірі вартості послуг, які могла б бути надані при звичайних умовах обороту за час простою, в цінах і обсязі надання послуг за звітний період, що передує перерви;
- у торгових підприємств втрачена в результаті припинення або скорочення продажу товарів прибуток, що обчислюється у розмірі прибутку від торгового обороту до оподаткування, яка могла б бути отримана при звичайних умовах обороту за час простою, з урахуванням торгової націнки та обсягу реалізації за звітний період, що передує перерві.

Вигодонабувачем може бути будь-яка особа, зазначена у Договорі, яка може зазнати збитків у результаті настання страхового випадку.